# Đoàn Nhân Công
Đoàn Nhân Công  (?-?), người xã Cao Mật, huyện Thanh Oai, phủ Ứng Thiên (nay thuộc xã Thanh Cao huyện Thanh Oai, Hà Nội).
Ông đỗ đầu đệ tam giáp, đồng tiến sĩ xuất thân khoa Mậu Thìn niên hiệu Thái Hòa năm thứ 6 (1448), được bổ chức Ngự tiền học sinh . Ông là cha của Hoàng giáp Tiến sĩ Đoàn Nhân Thục.